# Пламен Арабов
Пламен Арабов е български музиколог и преподавател.

## Биография
Роден е в град Добрич. Завършва Националната музикална академия в София. Понастоящем е професор доктор по хармония в Академията за музикално, танцово и изобразително изкуство в Пловдив и Новия български университет в София.
Има издадени множество трудове по солфеж и хармония. Сред най-известните се открояват:
- „Упражнения по хармония на пиано“, 1985
- „Хармония с аранжиране за хор“, 1992
- „Задачи по хармония“, учебно пособие, 1997
- „Практически курс за музикално-слухово обучение“ (П. Арабов, З. Маргаритова, А. Капитанова), 1993
- „Песни за народен хор“

Професор Пламен Арабов е известен сред студентите в АМТИИ с високите си изисквания и честите повторения на фрази, изречения и думи като „Акордът, акордът, акордът е какво? Какво е акордът?...“